# Sericochroa emeteria
Sericochroa emeteria är en fjärilsart som beskrevs av William Schaus 1928. Sericochroa emeteria ingår i släktet Sericochroa och familjen tandspinnare. Inga underarter finns listade i Catalogue of Life.